# Filmfare Awards (1964)
11-я церемония награждения Filmfare Awards прошла в 1964 году, в городе Бомбей. На ней были отмечены лучшие киноработы на хинди, вышедшие в прокат до конца 1963 года.

## Список лауреатов и номинантов

### Основные премии
| Категории                         | Фото лауреатов                                                       | Лауреаты и номинанты                     | Фильмы                                   | Роли                                     |
| --------------------------------- | -------------------------------------------------------------------- | ---------------------------------------- | ---------------------------------------- | ---------------------------------------- |
| Лучший фильм                      |                                                                      | • «Заключённая» (реж. и прод. Бимал Рой) | • «Заключённая» (реж. и прод. Бимал Рой) | • «Заключённая» (реж. и прод. Бимал Рой) |
| Лучший фильм                      | • «Заблуждение» (реж. и прод. Б. Р. Чопра)                           |                                          |                                          |                                          |
| Лучший фильм                      | • «Dil Ek Mandir» (реж. Ч. В. Шридхар, прод. комп. Chitralaya Films) |                                          |                                          |                                          |
| Лучшая режиссёрская работа        | • Бимал Рой                                                          | «Заключённая»                            | «Заключённая»                            |                                          |
| Лучшая режиссёрская работа        | • Б. Р. Чопра                                                        | «Заблуждение»                            | «Заблуждение»                            |                                          |
| Лучшая режиссёрская работа        | • Ч. В. Шридхар                                                      | «Dil Ek Mandir»                          | «Dil Ek Mandir»                          |                                          |
| Лучшая мужская роль               |                                                                      | • Ашок Кумар                             | «Заблуждение»                            | адвокат Ашок                             |
| Лучшая мужская роль               | • Раджендра Кумар                                                    | «Dil Ek Mandir»                          | доктор Дхармеш                           |                                          |
| Лучшая мужская роль               | • Сунил Датт                                                         | «Mujhe Jeene Do»                         | Тхакур Джернаил Сингх                    |                                          |
| Лучшая женская роль               |                                                                      | • Мала Синха                             | «Невестка»                               | Падма                                    |
| Лучшая женская роль               | • Мина Кумари                                                        | «Dil Ek Mandir»                          | Сита                                     |                                          |
| Лучшая женская роль               | • Нутан                                                              | «Заключённая»                            | Кальяни                                  |                                          |
| Лучшая мужская роль второго плана |                                                                      | • Джонни Уокер                           | «Возлюбленная моя»                       | Гхаял                                    |
| Лучшая мужская роль второго плана | • Мехмуд                                                             | «Ghar Basake Dekho»                      | сосед Сундер                             |                                          |
| Лучшая мужская роль второго плана | • Радж Кумар                                                         | «Dil Ek Mandir»                          | Рам                                      |                                          |
| Лучшая женская роль второго плана |                                                                      | • Амита                                  | «Возлюбленная моя»                       | Насим                                    |
| Лучшая женская роль второго плана | • Нимми                                                              | «Возлюбленная моя»                       | Наджма                                   |                                          |
| Лучшая женская роль второго плана | • Шашикала                                                           | «Заблуждение»                            | Лила / Мисс Робертс                      |                                          |
| Лучший сюжет                      |                                                                      | • Ч. В. Шридхар                          | «Dil Ek Mandir»                          | «Dil Ek Mandir»                          |
| Лучший сюжет                      | • сценаристы B. R. Films                                             | «Заблуждение»                            | «Заблуждение»                            |                                          |
| Лучший сюжет                      | • Джарасандха                                                        | «Заключённая»                            | «Заключённая»                            |                                          |

### Музыкальные премии
| Категории               | Фото лауреатов     | Лауреаты и номинанты | Фильмы                 | Песни                  |
| ----------------------- | ------------------ | -------------------- | ---------------------- | ---------------------- |
| Лучшая музыка к песне   |                    | • Наушад             | «Возлюбленная моя»     | «Возлюбленная моя»     |
| Лучшая музыка к песне   | • Рошан            | «Тадж-Махал»         | «Тадж-Махал»           |                        |
| Лучшая музыка к песне   | • Шанкар-Джайкишан | «Dil Ek Mandir»      | «Dil Ek Mandir»        |                        |
| Лучшие слова к песне    |                    | • Сахир Лудхианви    | «Заблуждение»          | «Chalo Ek Bar Phir Se» |
| Лучшие слова к песне    | • Сахир Лудхианви  | «Тадж-Махал»         | «Jo Vada Kiya»         |                        |
| Лучшие слова к песне    | • Шакил Бадаюни    | «Возлюбленная моя»   | «Mere Mehboob Tujhe»   |                        |
| Лучший закадровый вокал |                    | • Лата Мангешкар     | «Тадж-Махал»           | «Jo Vada Kiya»         |
| Лучший закадровый вокал | • Мохаммед Рафи    | «Возлюбленная моя»   | «Mere Mehboob Tujhe»   |                        |
| Лучший закадровый вокал | • Махендра Капур   | «Заблуждение»        | «Chalo Ek Bar Phir Se» |                        |

## Технические награды
| Категории                            | Лауреаты и номинанты | Фильмы             |
| ------------------------------------ | -------------------- | ------------------ |
| Лучший диалог                        | • Арджун Дев Рашк    | «Dil Ek Mandir»    |
| Лучший монтаж                        | • Пран Мехра         | «Заблуждение»      |
| Лучшая операторская работа           | • Кришнарао Ваширда  | «Sehra»            |
| Лучшая операторская работа           | • Камал Бос          | «Заключённая»      |
| Лучшая работа художника-постановщика | • Судхенду Рой       | «Возлюбленная моя» |
| Лучший звук                          | • Диншоу Биллимория  | «Заключённая»      |

## Наибольшее количество побед и номинаций
- «Заключённая» – 6/6
- «Заблуждение» – 3/8
- Dil Ek Mandir – 2/8
- «Тадж Махал» – 2/3